# Ellen Bjertnes
Ellen Bjertnes (Drammen, 8 december 1994) is een voormalig Noorse langebaanschaatsster.

## Records

### Persoonlijke records
| Afstand    | Tijd    | Datum            | Baan    |
| ---------- | ------- | ---------------- | ------- |
| 500 meter  | 39,66   | 12 maart 2016    | Calgary |
| 1000 meter | 1.17,72 | 12 maart 2016    | Calgary |
| 1500 meter | 2.00,48 | 4 december 2016  | Astana  |
| 3000 meter | 4.21,83 | 2 december 2016  | Astana  |
| 5000 meter | 7.50,60 | 27 februari 2011 | Hamar   |

## Resultaten
| Jaar | EK allround             | WK sprint             | Wereldbeker                  | WK junioren              |
| ---- | ----------------------- | --------------------- | ---------------------------- | ------------------------ |
| 2012 |                         |                       |                              | 24e (28e, 19e, 16e, 25e) |
|      |                         |                       |                              |                          |
| 2014 |                         |                       |                              | NC29 (22e, 29e, 18e, -)  |
|      |                         |                       |                              |                          |
| 2016 |                         | DQ1 (DQ, 24e, 29e, -) | 59e 500m 54e 1000m 57e 1500m |                          |
| 2017 | NC15 (12e, 18e, 15e, -) |                       | 45e 1000m 36e 1500m 0p 3k/5k |                          |

(#, #, #, #) = afstandspositie op sprinttoernooi (500m, 1000m, 500m, 1000m) of op juniorentoernooi (500m, 1500m, 1000m, 3000m) of op allroundtoernooi (500m, 3000m, 1500m, 5000m).
NC# = niet gekwalificeerd voor de laatste afstand, maar wel als # geklasseerd in de eindrangschikking
DQ = diskwalificatie voor bepaalde afstand
0p = wel deelgenomen, maar geen punten behaald.